# 216295 Menorca
216295 Menorca è un asteroide della fascia principale. Scoperto nel 2007, presenta un'orbita caratterizzata da un semiasse maggiore pari a 3,1752882 UA e da un'eccentricità di 0,1968764, inclinata di 13,67838° rispetto all'eclittica.